# Le Roman des Jardin
Le Roman des Jardin est un roman autobiographique d'Alexandre Jardin paru en 2005. Il y expose de nombreuses anecdotes concernant sa famille.
Ce roman fait partie d'une trilogie. C'est le deuxième, il fait suite au roman Le Zubial (1997) et est suivi de Chaque femme est un roman (2008).

## Révélation sur la teneur du roman par l'auteur
Alexandre Jardin déclare dans l'émission Quotidien du 6 juin 2019 avoir inventé  la plupart des anecdotes du livre,.

## Contenu
Ce roman raconte les différentes idiosyncrasies, que ce soit sur le plan sexuel, relationnel ou bien professionnel, des membres de la famille Jardin, surnommés par leur médecin les "double-rates", leur tendance à vivre éloignés de la réalité ainsi que leurs hôtes plus ou moins décalés.
L'auteur y raconte des aventures telles que la matriarche, surnommée l'Arquebuse, ayant aménagé un cabanon pour leurs invités venant avec leur conjoint adultère ou bien le Nain Jaune distribuant les fonds du patronat à tous les partis politiques.